# Regenbogeneffekt

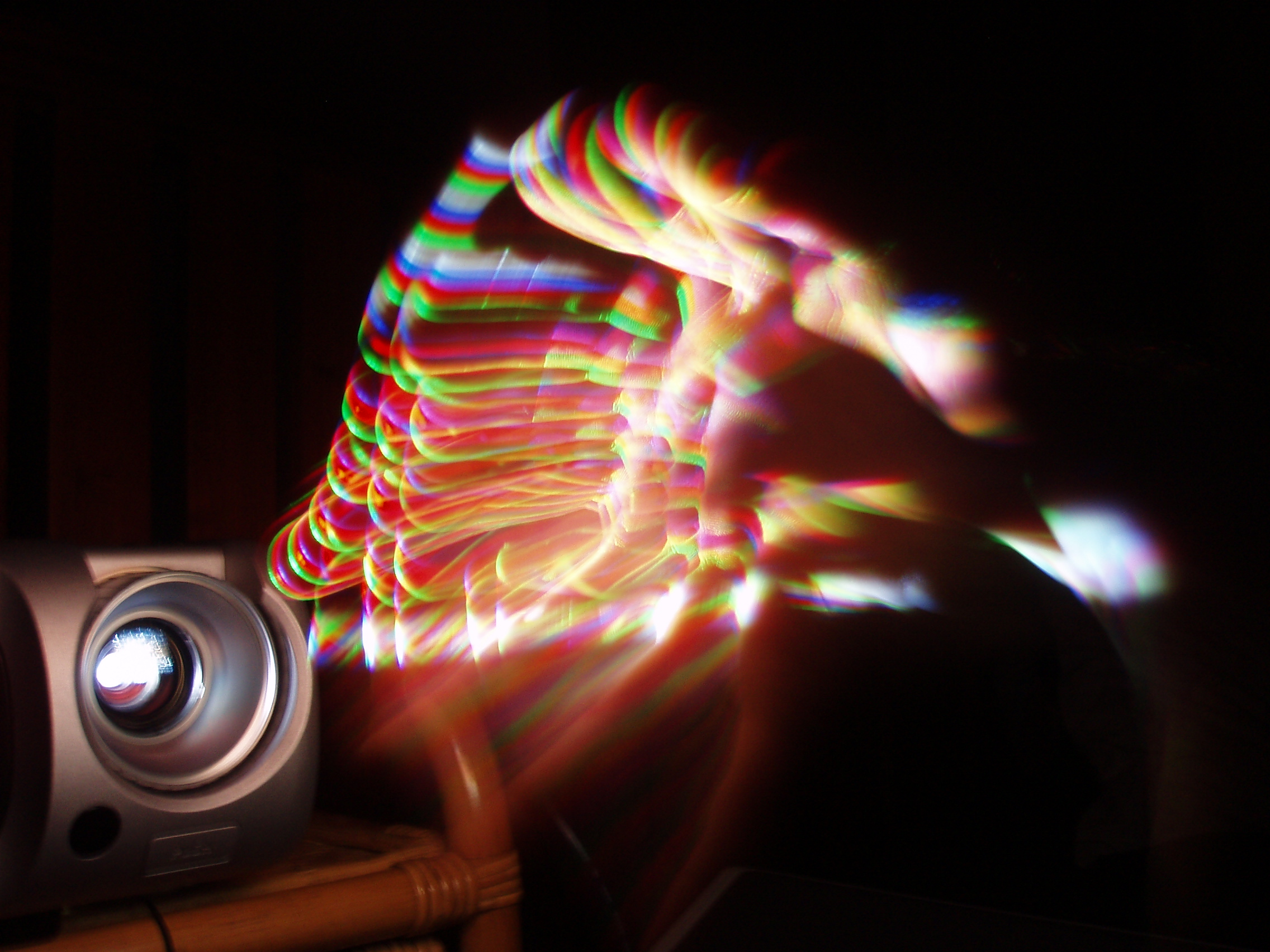
Einzelfarben des DLPs an den gespreizten Fingern zu erkennen.

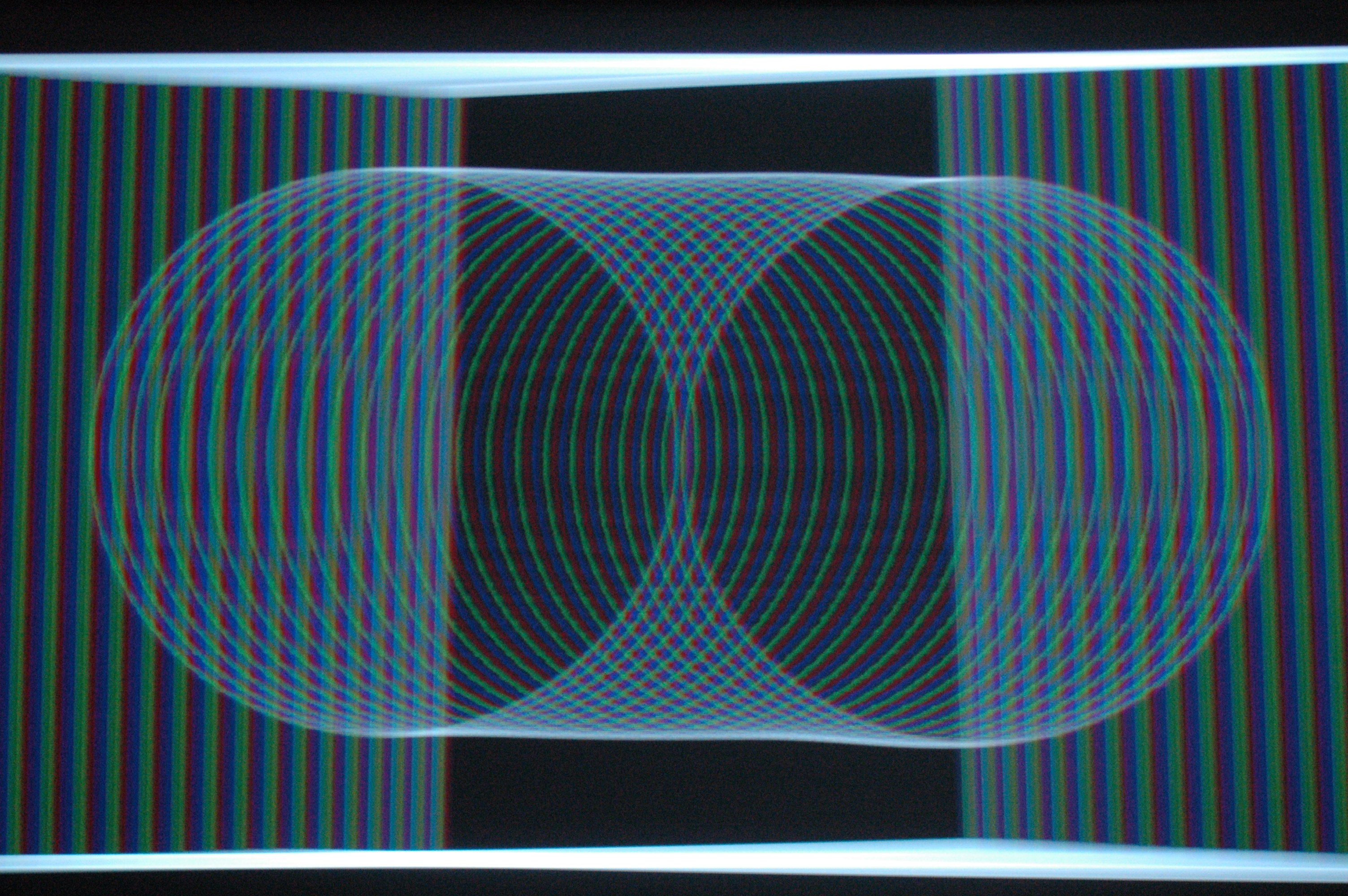
Einzelfarbbilder sind an den Konturen der Objekte (Kreis und Rahmen) gut zu erkennen. Übertriebene Aufnahme durch horizontale Bewegung der Digitalkamera

So sollte das Originalbild mit Kreis und Rahmen angezeigt werden

Beim Regenbogeneffekt (englisch rainbow effect, kurz: RBE) nimmt ein Betrachter von selbstleuchtenden Bildern an Kanten im Bild Farbverläufe wahr, die nicht beabsichtigt sind und durch das Bildwiedergabeverfahren zustande kommen. Der Regenbogeneffekt tritt bei Bild-Wiedergabegeräten (Standbild wie Bewegtbild) auf, die Farben im Zeitmultiplexverfahren, das heißt nacheinander oder zumindest zeitlich verschoben, darstellen. Bekannte Vertreter sind Ein-Chip-DLPs, aber auch TFT-Bildschirme mit farblich diskontinuierlichem Hintergrundlicht.
Bei diesen wird ein farbiges Bild dadurch dargestellt, dass einzelne Farbbilder in unterschiedlichen Farben (mindestens drei, häufig vier bis fünf) zeitlich hintereinander projiziert werden. Durch die Trägheit des menschlichen Auges verschmelzen diese Bilder meist zu einem farbigen Eindruck. Dies gilt aber nur, solange die Teilbilder auch auf der Netzhaut übereinander projiziert werden, das heißt solange das Auge keine (Mikro-)Sakkaden oder bewussten Augenbewegungen durchführt.
Der Regenbogeneffekt tritt im Prinzip bei allen Menschen auf, allerdings hängt der Störeffekt von persönlichen Präferenzen und von der Geschwindigkeit des Sehsinns ab, die zudem je nach Befinden schwanken kann. Dem Effekt werden auch Kopfschmerzen oder Übelkeit nach längerem Ansehen zugeschrieben. Die Stärke des Effekts ist außerdem vom verwendeten Bildmaterial abhängig: Schwarz-Weiß-Bilder, harte Kontraste und schnelle Motivbewegungen verstärken den Effekt.
Technisch kann der Effekt durch Erhöhung der Multiplex-Frequenz (höhere Umdrehungszahl bzw. größere Anzahl von Farbsegmenten des Farbrades) verringert werden. Bei teureren Drei-Chip-DLPs ohne Farbrad tritt der Effekt nicht auf.

## Möglichkeiten der Beobachtung
Mit folgenden Methoden können Geräte mit zeitsequentieller Farbdarstellung durch die Beobachtung des projizierten Bildes erkannt werden:
- Betrachten des Projektionsobjektivs des Projektors. Dieser farbliche Fleck ist normalerweise einfarbig. Zeigt er sporadisch farbige Ränder, neigt das Gerät zum Regenbogeneffekt.
- Bei raschen Bildfolgen werden vor allem in weißen Bildbereichen oder an den Konturen des Objektes die RGB-Farben sichtbar.
- Diesen Effekt kann man noch deutlicher erkennen, wenn man seine Hand in den Strahlengang streckt und hin- und herbewegt.
- Auf dem Suchermonitor einer Digitalkamera zeigt sich die Leinwand abwechselnd in den RGB-Farben.
- Wird bei der Belichtung eines Bildes der Leinwand eine Digitalkamera schnell bewegt, wird der Effekt ebenfalls sichtbar.

Zeitsequentielle Farbdarstellung ist hauptsächlich bei DLP-Projektoren anzutreffen. LCD-Modelle arbeiten mit dichroitischen Strahlteilern und -vereinigern sowie mit mehreren LCD-Chips. Zeitmultiplex kam bis vor kurzem schon durch die Schaltgeschwindigkeiten nicht in Frage.

## Trivia
- Das erste Farbfernsehverfahren benutzte Zeitmultiplex von Farben (vorgestellt von Peter Carl Goldmark am 29. August 1940).
- Auch klassische Niederfrequenz-Leuchtstofflampen zeigen einen Regenbogeneffekt, da sich die Lichtfarbe innerhalb der 10 ms (bzw. 8,33 ms) einer Halbwelle der Versorgungsspannung ändert.
- Bei den Farbfernsehübertragungen des Apollo Mondlandeprogramms kam ab der Apollo 10 Mission wegen der geringen Bandbreite der Funkübertragung eine von Stanley Lebar entwickelte Schwarzweiß-Kamera der Firma Westinghouse zum Einsatz, die die drei Farbauszüge Rot, Blau und Grün durch ein Farbrad mit sechs Segmenten (je zwei pro Farbe) nacheinander aufnahm. Auf der Erde wurden diese auf Magnetplatte aufgezeichnet, von dort zeitgleich ausgelesen und somit in Echtzeit in den NTSC Farbfernsehstandard konvertiert. Bei schnellen Bewegungen im Bild ist der Regenbogeneffekt deutlich sichtbar.